# STP Airways
STP Airways (siglas para Sao Tome & Principe Airways) es una aerolínea de Santo Tomé y Príncipe, que sirve como la aerolínea nacional del país y con su sede en el Aeropuerto Internacional de Santo Tomé. Actualmente se encuentra en la lista negra de aerolíneas con prohibición de operar en la Unión Europea, por lo que sus vuelos son operados por la aerolínea portuguesa EuroAtlantic Airways.

## Historia
STP Airways inició sus operaciones el 18 de agosto de 2008 con vuelos entre Lisboa (Portugal) y Santo Tomé (Santo Tomé y Príncipe) con un avión Boeing 767 alquilado a la empresa matriz, EuroAtlantic Airways. Entre 2012 y 2015, STP Airways utilizó un B737-800 de EuroAtlantic Airways en un servicio semanal a Lisboa.

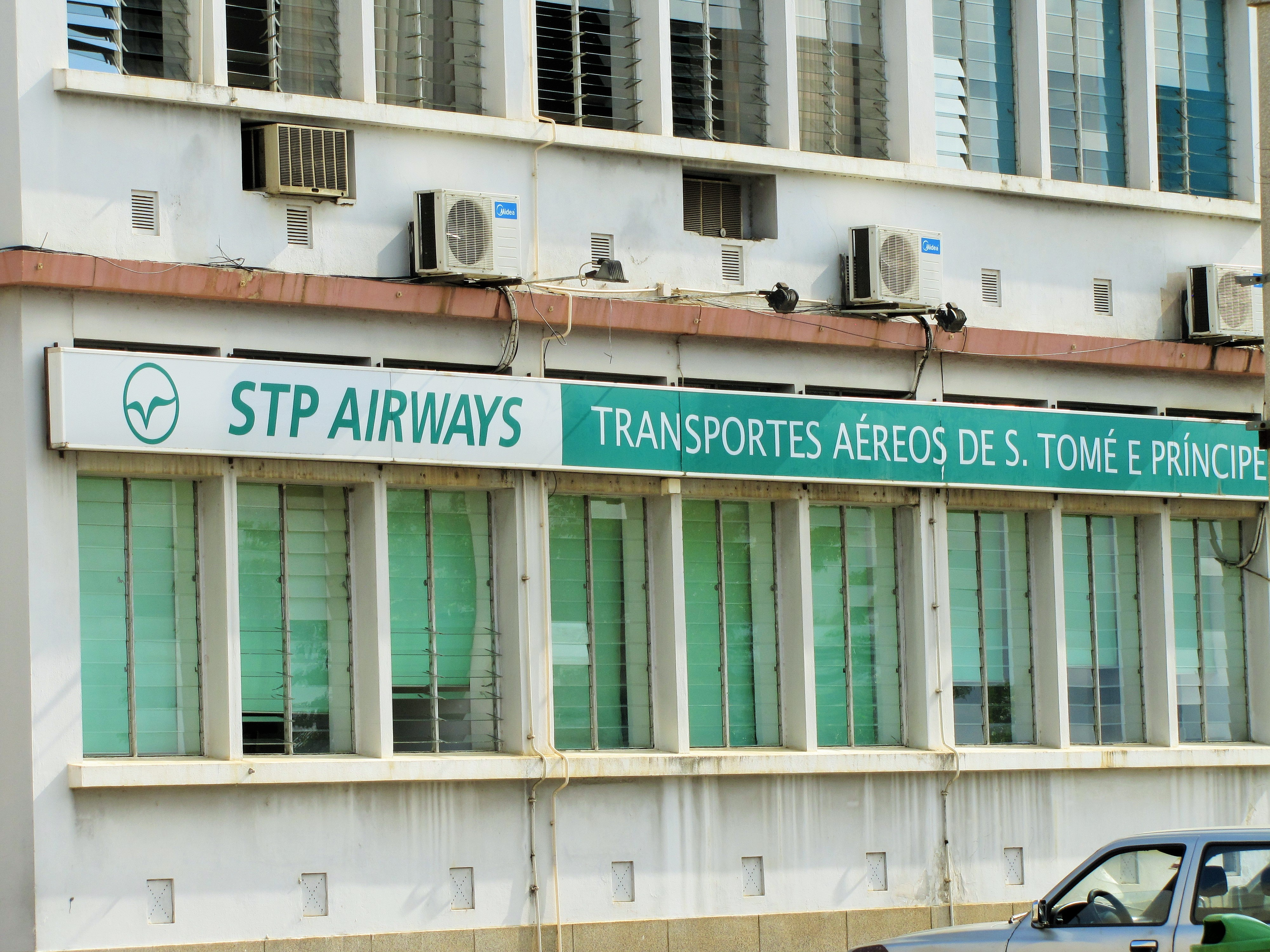
Sede de STP Airways en Santo Tomé

## Destinos
| Ciudad     | País                  | Aeropuerto                             | Notas |
| ---------- | --------------------- | -------------------------------------- | ----- |
| Lisboa     | Portugal              | Aeropuerto de Lisboa                   |       |
| Príncipe   | Santo Tomé y Príncipe | Aeropuerto de Príncipe                 |       |
| Santo Tomé | Santo Tomé y Príncipe | Aeropuerto Internacional de Santo Tomé | Hub   |

## Flota

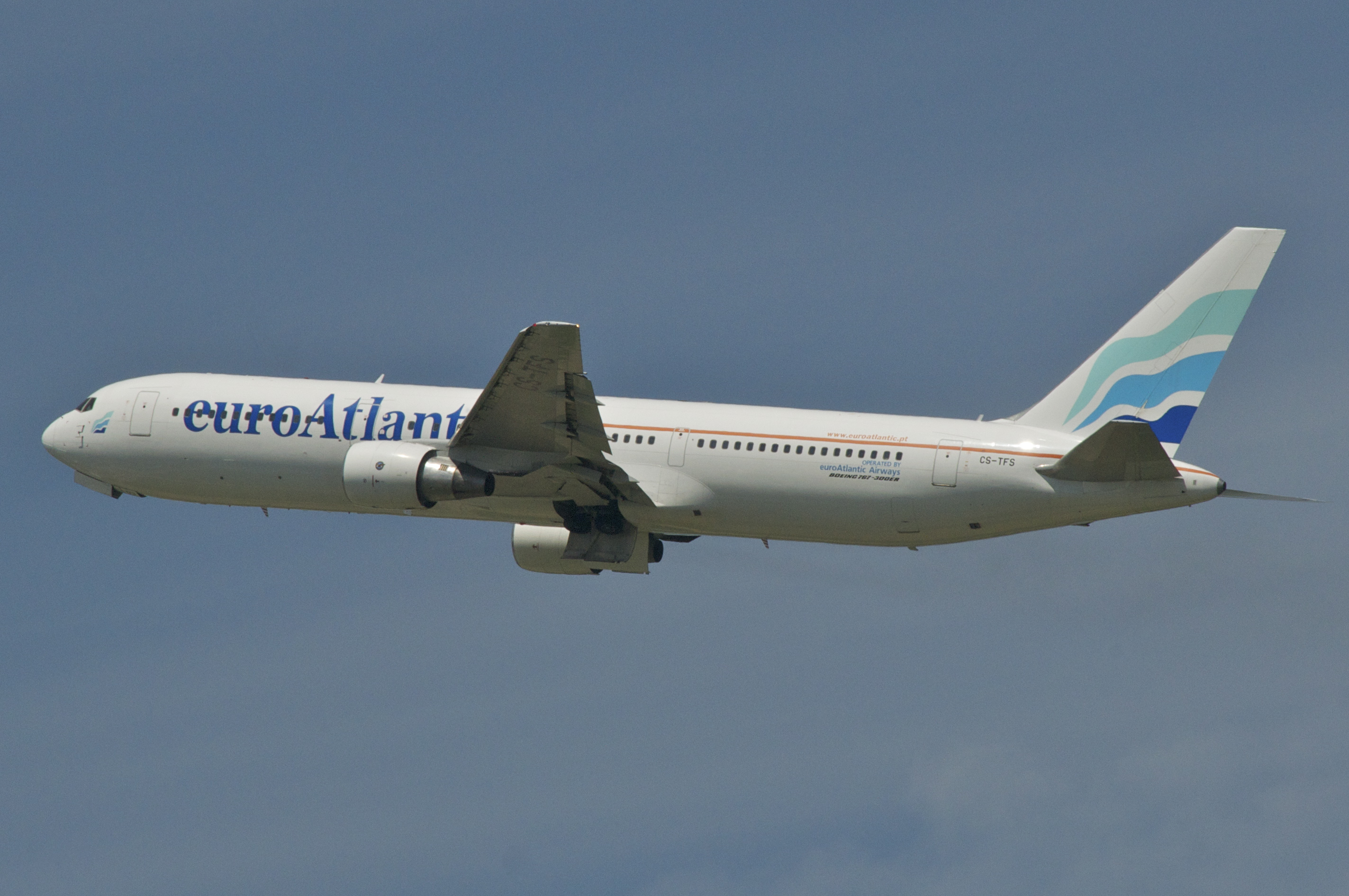
Un Boeing 767-300ER de Euro Atlantic Airways operado para STP Airways en el Aeropuerto Internacional de Zúrich

En agosto de 2019, la flota de STP Airways utiliza las siguientes aeronaves: 
| Aeronave         | En flota | Pedidos | Pasajeros | Notas                            |
| ---------------- | -------- | ------- | --------- | -------------------------------- |
| Boeing 767-300ER | 1        | 0       | 273       | Operado por EuroAtlantic Airways |
| Total            | 1        | 0       |           |                                  |

La aerolínea también opera aviones Dornier 228 en vuelos a Príncipe. En el pasado, STP Airways solía operar dos Boeing 767-300ER y un De Havilland Canada DHC-6 Twin Otter de su empresa matriz, EuroAtlantic Airways, aunque el De Havilland Canada DHC-6 Twin Otter fue prestado por TAP Portugal. (CS-TFS y CS-TFT). Ambos aviones regresaron a EuroAtlantic en 2013. Desde entonces, STP Airways comenzó a operar un Boeing 737-800, también de EuroAtlantic. Sin embargo, en mayo de 2015, la compañía reanudó la operación de un Boeing 767.